# Trompe-la-mort
Trompe-la-mort  è il quattordicesimo ed ultimo album inciso dal cantautore francese Georges Brassens. È stato pubblicato nel 1976.

## Tracce
Testi e musiche di Georges Brassens.
1. Trompe-la-mort – 4' 03"
2. Les Ricochets – 4' 11"
3. Tempête dans un bénitier – 3' 36"
4. Le Boulevard du temps qui passe – 2' 33"
5. Le Modeste – 3' 46"
6. Don Juan – 3' 51"
7. Les Casseuses – 3' 34"
8. Cupidon s'en fout – 3' 37"
9. Montélimar – 2' 45"
10. Histoire de faussaire – 3' 47"
11. La Messe au pendu – 4' 06"
12. Lèche-cocu – 3' 38"
13. Les Patriotes – 2' 59"
14. Mélanie – 5' 46"

## Musicisti
- Georges Brassens: voce, chitarra
- Pierre Nicolas: contrabbasso
- Joël Favreau: seconda chitarra
- Claudine Caillart, Sophie Duvernoy (la sua governante), Jean Bertola, Joël Favreau, Fred Mella, Pierre Nicolas, Pierre Onténiente (il suo segretario), André Tavernier: coristi inTempête dans un bénitier